# Umm al-Qutuf
Umm al-Qutuf (arabe : أمّ القـُطـُف ; hébreu : אֻם אל-קֻטוּף ; litt. « la ruine aux millepertuis ») est un village arabe dans le district nord d'Israël. Compris dans le Triangle, il est rattaché au conseil régional de Menashe. Il compte 1 071 habitants en 2017.

## Historique
Des restes de poterie des époques hellénistique, romaine, et byzantine, ainsi que du début de l'ère islamique et du Moyen Âge, ont été retrouvés sur le site du village,,.

### Empire ottoman
En 1882, à la fin de la période ottomane, le Survey of Western Palestine mené par le Fonds d'exploration de la Palestine, rapporte que seuls des « murs en ruine » se trouvent à Kh. Umm el Kutuf.

### Mandat britannique

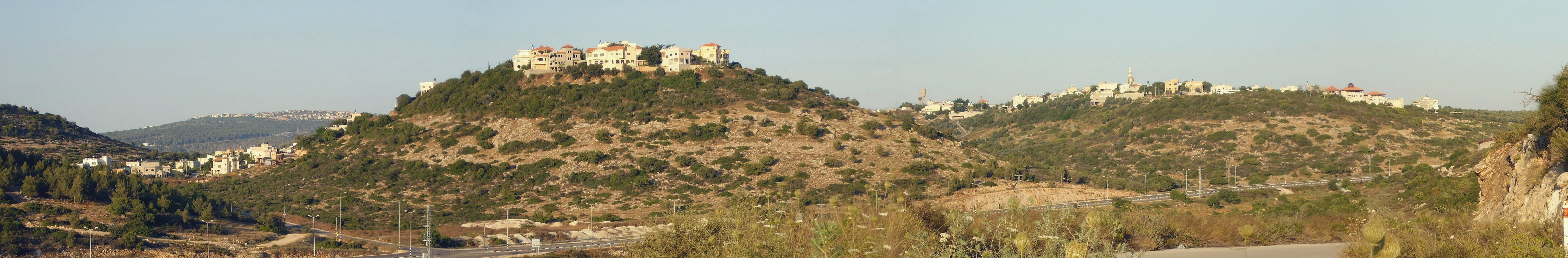
Vue panoramique d'Umm al-Qutuf (au centre) et Barta'a (sur la droite), depuis l'ouest ; le village sur la colline en arrière-plan tout à fait à gauche est Qazir.

D'après le recensement de 1922, conduit par les autorités mandataires britanniques, le village ne compte que 11 habitants, tous musulmans.